# 黃埔花園

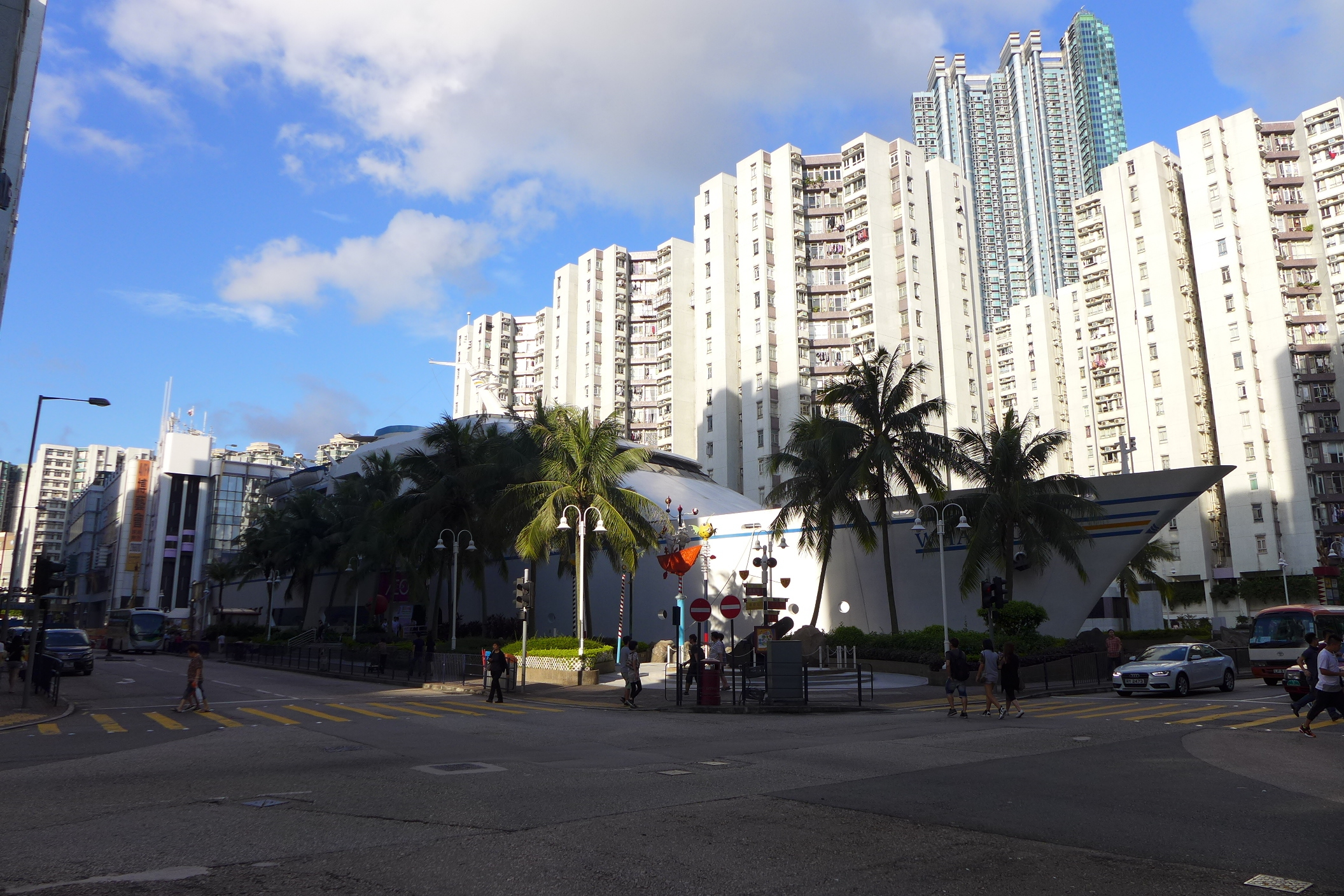
黃埔號是屋苑內的地標，船頭指向南面海濱南岸與紅磡碼頭之間；船尾指向是黃埔美食坊及海逸豪園

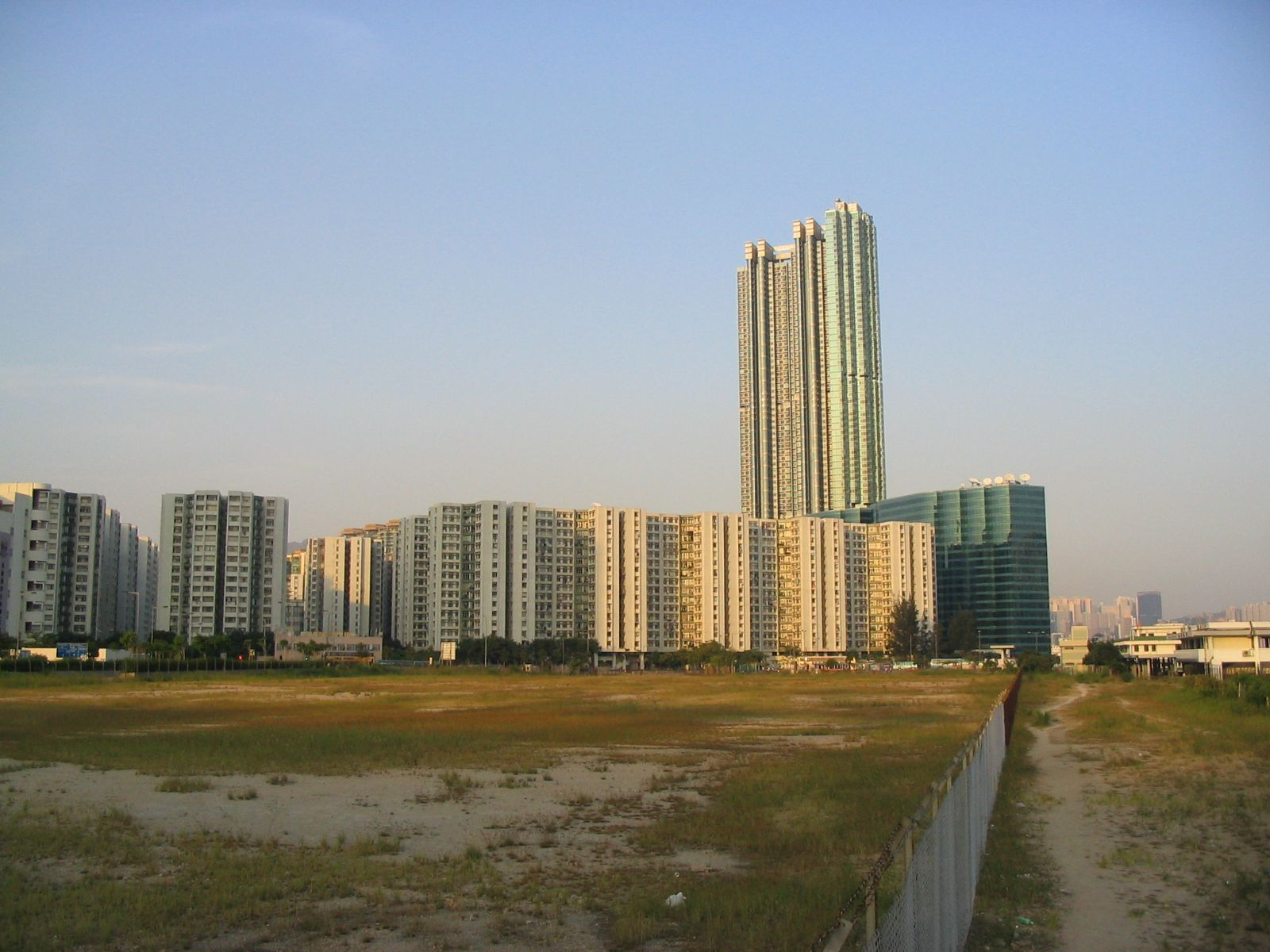
黃埔花園近紅磡灣一帶（2004年）

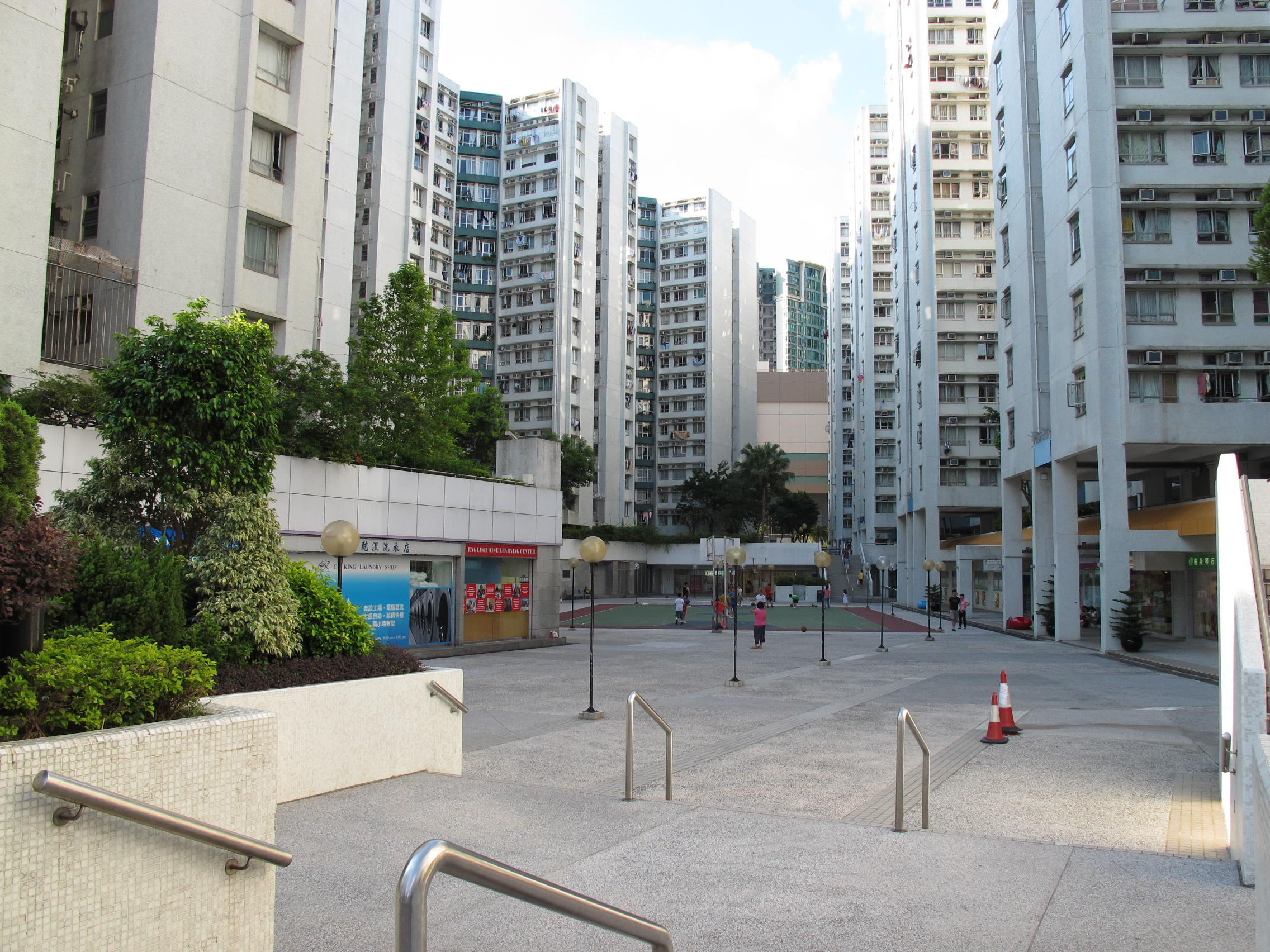
黃埔花園綠榕苑

各屋苑位置簡圖（點選放大觀看）

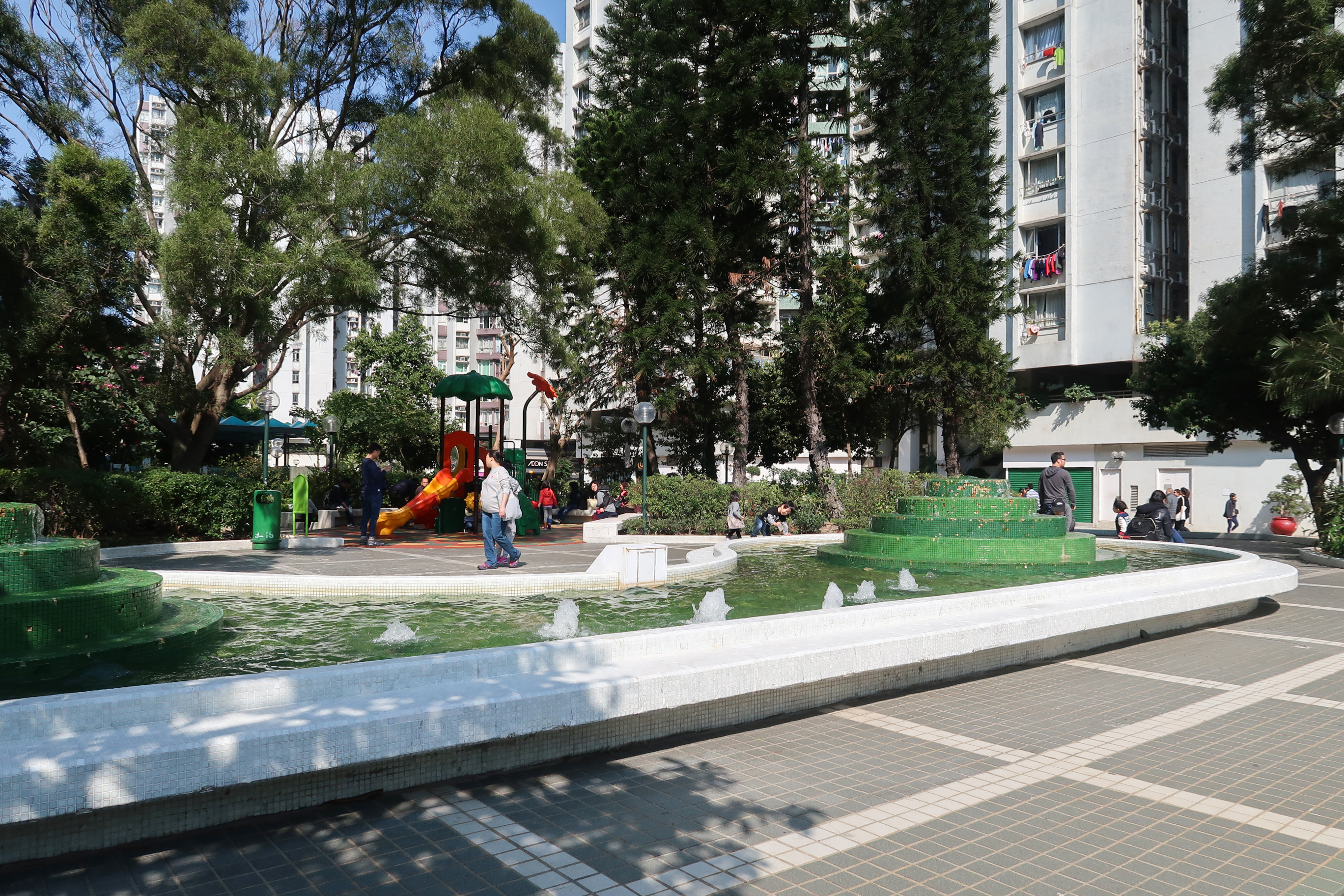
黃埔花園百合苑水池和兒童遊樂場

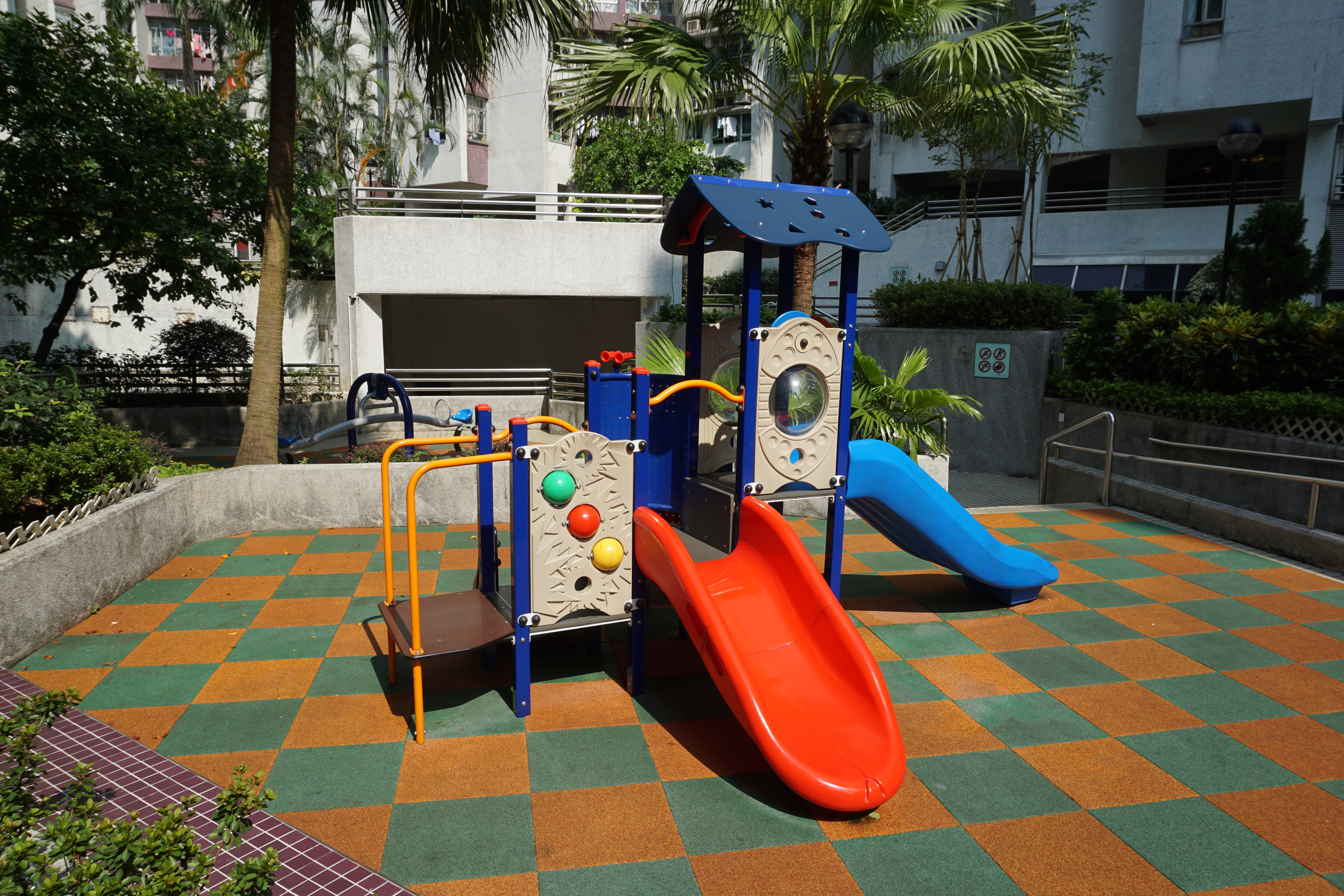
黃埔花園青樺苑兒童遊樂場

黃埔花園（英語：Whampoa Garden）是香港一個大型私人屋苑，由和記黃埔屬下的地產公司發展，位於九龍城區紅磡黃埔，於1985年至1991年間落成，獲視為香港十大藍籌私人屋苑之一，同樣也是和黃在九龍西區旗艦屋苑之一，一共88座，16層高，吸引不少中產階級人士居住，亦有不少日本及韓國駐港工作的家庭租住。黃埔天地（前稱黃埔花園商場、黃埔新天地）則為黃埔花園的附設購物區，由多個主題商場所組成。

## 歷史
黃埔花園前身是黃埔船塢（又稱九龍船塢），早在19世紀開始營運，該處曾經修理過不少船艦。於第二次世界大戰爆發時，盟軍曾轟炸九龍船塢及紅磡區，釀成約300死300傷。
1976年起，九龍船塢開始分階段關閉，關閉部份並且建成黃埔新邨。1984年12月14日，黃埔船塢與香港政府簽署換地條款，於1985年將船塢正式關閉，原址改建為大型屋苑黃埔花園，於1985年初，首期樓花約售每呎700元。
1988年6月1日，黃埔花園第9期百合苑興建時有建築工人在地盤內發現一尊古炮，經過鑑證後估計它是從一艘戰艦上丟失的。事後該尊古炮後來移至黃埔花園第6期對出，並且立牌紀念。
1996年3月，政府向和黃收回黃埔花園內預留建校用地，以興建兩所小學。至此，黃埔花園的地界大致劃定。

## 規劃

### 花園城市
黃埔花園以花園城市為發展概念，共有88座10,431個住宅單位，居住人口逾40,000。除了第6期及第8期為純商場及公共設施外，其餘各期均設計為地庫停車場，地面商場（第2、11、12期部份地庫亦為商場），一樓平台花園，2至16樓為住宅。
黃埔花園的地標位於黃埔船塢第一號旱塢舊址的船形建築，為一個購物與娛樂中心，稱為黃埔號。

### 住宅建築設計
黃埔花園的標準住宅單位面積由最小351呎（第2期）至最大1,110呎（第7期 - 共15個）。而屋苑內大部份建築樓宇為鑽石井型大廈款式設計、每層「兩梯八伙」（2條「剪刀式」樓梯及8個單位）；只有第七期 - 紅棉苑的第2、3、5座採用近似T字形的大廈設計、每層為兩梯五伙（2條「剪刀式」樓梯及5個單位）。此外，因為黃埔花園接近當時的啟德機場，樓宇有高度限制，發展商為求用盡地積比，黃埔花園所有住宅大廈的升降機機房都設於16樓，故此居民需要乘坐升降機至15樓再行走一層樓梯才可以到達16樓的住宅。

### 各期資料
黃埔花園一共有12期，當中有2期（6及8期）用作為純商業用途，其餘期數為商住用途。
由於黃埔花園範圍廣大，再加上該屋苑下方已經設有鐵路站，有近紅磡邨的內陸部份，也有近維港海傍的海邊部份，因此黃埔花園各期數單位的售價差別懸殊，以第7、9和10期為主靠近海邊和平均較大的單位平均呎價，就一直保持在高水平；以第1、2和11期為主遠離海邊和平均較小的單位呎價波動最微，也比較便宜。各單位面積界乎於351平方呎至1110平方呎之內，所有900-1110平方呎的大型單位主要雲集於海旁。
黃埔花園所有住宅樓宇（共88座）一律採用三菱升降機，而6及8期則採用奧的斯升降機 。
| 期數 | 中／英語名稱                | 建築座數 | 入伙年份   | 單位數目 | 設施                                                                               | 平均單位大小及備註 |
| ---- | --------------------------- | -------- | ---------- | -------- | ---------------------------------------------------------------------------------- | --- |
| 1    | 金柏苑 Juniper Mansions     | 5        | 1985年12月 | 600      | 兒童遊樂場、商店、月租停車場                                                       | 所有單位面積劃一為859呎 |
| 2    | 錦桃苑 Cherry Mansions      | 18       | 1986年12月 | 2160     | 花園、兒童遊樂場、郵政局、室外羽毛球場、幼稚園、商場、時租及月租停車場             | 各單位面積大約由351呎至558呎之間，是全黃埔花園平均單位面積最小的 設有3條行人天橋，分別連接第1、4和11期平台，地下及地庫設港鐵黃埔站C1及C2出入口。                                       |
| 3    | 翠楊苑 Willow Mansions      | 8        | 1987年4月  | 960      | 兒童遊樂場、花園、籃球場、室外羽毛球場、食肆、商場、幼稚園、私家停車場             | 各單位面積大約由776尺至973尺之間 設有2條行人天橋，分別連接第1和第4期平台 |
| 4    | 棕櫚苑 Palm Mansions        | 6        | 1987年11月 | 720      | 兒童遊樂場、籃球場、室外羽毛球場、食肆、月租停車場                                 | 各單位面積大約由743尺至941尺之間 設有3條行人天橋，分別連接第2、3期平台和第9期對出的船景街                                                                                              |
| 5    | 青樺苑 Oak Mansions         | 9        | 1988年6月  | 1080     | 兒童遊樂場、花園、百貨公司、時租及月租停車場                                       | 各單位面積大約由577尺至788尺之間 設有1條行人天橋連接第9期平台，地下及地庫設港鐵黃埔站D1及D2出入口。                                                                                    |
| 6    | 黃埔號 The Whampoa          | 1        | 1989年9月  | 0        | 百貨公司、時租及月租停車場                                                         | 為一船形建築物 地庫2樓設有行人隧道通往第9期 |
| 7    | 紅棉苑 Cotton Tree Mansions | 5        | 1989年1月  | 465      | 兒童遊樂場、室外籃球場、幼稚園、私家停車場                                         | 各單位面積大約由771尺至1110尺之間，是全黃埔花園平均單位面積最大的 第2、3、5座並非鑽石井型大廈，而是採用一層5伙設計的類似T字型大廈 香港理工大學的部份学生宿舍在此                       |
| 8    | 美食坊 Gourmet Place        | 1        | 1989年8月  | 0        | 食肆、黃埔花園管理處辦事處、保齡球場、博藝會、新光黃埔、時租停車場、巴士、小巴總站 | 設有2條行人天橋分別連接第11期平台和德定街 公共交通交匯處於1990年11月才啟用，是黃埔花園最後入伙的設施                                                                                   |
| 9    | 百合苑 Lily Mansions        | 10       | 1989年8月  | 1216     | 兒童遊樂場、花園、籃球場、小型滾軸溜冰場、幼稚園、商店、食肆、月租停車場           | 各單位面積大約由688尺至1002尺之間，大小參差不一 第1及5座住宅由1樓開始，故每座有128個單位。 設有行人隧道通往第6期地庫2樓 設有行人天橋連接第5期平台                                      |
| 10   | 綠榕苑 Banyan Mansions      | 5        | 1989年1月  | 600      | 兒童遊樂場、籃球場、時租及月租停車場、幼稚園                                       | 各單位面積大約由782尺至1033尺之間 平台花園和停車場與第12期互相連接 |
| 11   | 紫荊苑 Bauhinia Mansions    | 13       | 1990年1月  | 1552     | 兒童遊樂場、花園、室外羽毛球場、時租及月租停車場                                   | 各單位面積大約由551尺至750尺之間 第9座住宅是由3樓開始，即較其餘12座少了一層，因此第9座的單位數目只有112個 設有4條行人天橋分別連接第2期平台、12期平台、第8期1樓和紅磡道近民泰街的巴士站 |
| 12   | 銀竹苑 Bamboo Mansions      | 9        | 1991年1月  | 1078     | 兒童遊樂場、羽毛球場、花園、時租及月租停車場                                       | 各單位面積大約由682尺至898尺之間本期平台和停車場與第10期互相連接 第2座地下設有一條樓梯通往戴亞街、和黃公園及海逸豪園，由於該樓梯佔用了第2座2-3樓的B單位，故第2座只有118個單位          |

## 設施

### 黃埔天地
1996年黃埔花園商場更名為「黃埔新天地」（英文：Wonderful Worlds of Whampoa），宣傳口號為「留待你發現，黃埔新天地」，「黃埔新天地」電視廣告歌曲為鄭伊健主唱的《發現 （页面存档备份，存于）》，賣點為設有全港首間百佳超級廣場、黃埔號及穿梭巴士，並且在部份鏡頭以電腦動畫呈現前述的賣點及將鄭伊健及女主角的樣貌由真人變成電腦動畫造型、互相交替變化。
商場於2018年10月16日宣布由即日起更名為「黃埔天地」（英文：The Whampoa，與「黃埔號」同名），不過早於2017年，德安街街口的發光LED宣傳牌已換上商場新名稱。
| 期數 | 中/英文名稱                              | 啟用年份             | 大型商戶 | 備註 | 交通                                                                  |
| ---- | ---------------------------------------- | -------------------- | --- | --- | --------------------------------------------------------------------- |
| 1    | 奇妙坊 Amazing World                     | 1986年1月（39年前）  | 香港仔南記粉麵、大家樂、祥榮餐廳、中國銀行、龍豐Mall、Dan Dan 丹尼、一粥麵、眼鏡88、東海堂                                                                                       | 原有一個商場，名金柏苑商場，於2005年大裝修時已關閉並改為多家店舖，統稱奇妙坊商場。 首間兼面積最大奇趣天地總店原設於此，2014年遷往第3期之百寶坊 。 首間「MX」品牌，2019年該分店因多次被反修例示威者嚴重破壞及縱火而被迫結業。 | 黃埔站出入口（B）位於奇妙坊商場附近                                   |
| 2    | 時尚坊 Fashion World                     | 1986年12月（39年前） | 運動家、屈臣氏、居食屋和民、必勝客、Haagen-Dazs、Don Don Donki、bossini x | 落成初期為酒樓，名為黃埔花園酒樓。 百佳超級市場原設於此，於1996年商場大裝修時遷往第12期 。 最後一間美心大酒樓（已結業）曾設於此。 Uniqlo黃埔分店於2021年12月27日結業，2022年3月28日改為Don Don Donki，而前H&M地庫部分曾開設鮮選壽司，現已併入Don Don Donki。 | 黃埔站設有出入口（C1）連接時尚坊商場                                  |
| 3    | 百寶坊 Pebbles World                     | 1987年4月（38年前）  | 百佳超級廣場、奇趣天地、快樂蜂、大快活、薩利亞意式餐廳、康和閣酒家、救世軍家品店                                                                                                 | 中資百貨公司中藝國貨（已結業）及華潤國貨（已結業）曾設於此。 於1999年開設黃埔花園內第二間百佳超級廣場。 2007年把原本的翠楊苑商場改建成百寶坊商場 。 為奇趣天地總店，亦是所有分店中面積最大。 |                                                                       |
| 4    | 享膳坊 Deli Place                        | 1987年11月（38年前） | 壽司郎、星巴克、牛涮鍋、牛角日本燒肉專門店、上海商業銀行、匯豐銀行、翡翠江南、龍閣、王家沙                                                                                       | 原為一個只有街舖的商場，名棕櫚苑商場，於2015年將酒樓及食肆收回，並改建成享膳坊商場並設有多家食肆。 |                                                                       |
| 5    | 青樺苑商場 Oak Mansions                  | 1988年6月（37年前）  | AEON STYLE百貨公司、客美多咖啡 | 日資百貨公司八佰伴（已結業）曾設於此。 1998年11月改為百貨公司吉之島；相隔18年後進行大翻新，2016年9月改為AEON STYLE百貨公司。 2022年10月21日開設客美多咖啡，是香港的首間分店。 | 黃埔站設有出入口（D1）連接青樺苑商場                                  |
| 6    | 黃埔號 The Whampoa                       | 1989年9月（36年前）  | AEON STYLE百貨公司、新城電台、客美多咖啡 | 為一船形建築物 。 地面及地庫1樓日資百貨公司八佰伴（已結業）曾設於此，後為百貨公司吉之島，現時為AEON STYLE百貨公司 。 「開心1號」遊樂場（已結業）曾設於此的地庫2樓，現址為新城電台總部 。 博藝會（已結業）在地庫2樓設立游泳池。 曾設有UA 黃埔戲院。 |                                                                       |
| 7    | 紅棉苑商場 Cotton Tree Mansions          | 1989年1月（36年前）  | 幼稚園 | 大眾書局曾在此開設大眾文化城，已於1998年停業。其後曾先後開設中藥城及鑽錶城，現為幼稚園租用。 |                                                                       |
| 8    | 美食坊 Gourmet Place 螢幕圈 Screen World | 1989年8月（36年前）  | 雷霆保齡、新光黃埔、詠藜園、茶木、Pepper Lunch、太興、California Pizza Kitchen、点心皇后掂                                                                                       | 曾設有街市，至2002年改為保齡球場館 。 會員制會所博藝會亦曾於該處設立，已於2025年4月結業。 UA 黃埔戲院於2009年10月關閉，同年12月由嘉禾院線接手。2025年4月，嘉禾戲院結業，原址將於同年6月成為新光黃埔。 建築物設有後座，為社福設施，內有香港互勵會鄭裕彤敬老中心、基督教協基會黃埔綜合青少年服務中心及明愛樂毅展能中心等，需由另一個入口進入。 | 黃埔花園公共運輸交匯處 黃埔站設有升降機出入口（C2）連接美食坊商場附近 |
| 9    | 薈萃坊 Meta Place                        | 1989年8月（36年前）  | 九號水產、大家樂、譚仔三哥、太平洋咖啡、NOC、聖安娜餅屋 | 原為桌球室。 |                                                                       |
| 10   | 尖子坊 Wiz Zone                          | 1989年1月（36年前）  | 迦南幼稚園 | 原名綠榕苑商場，因設有琴行、幼稚園、補習社等教育商戶而易名尖子坊。 |                                                                       |
| 11   | 聚寶坊 Treasure World                    | 1990年1月（35年前）  | 美國冒險樂園、元気壽司、麥當勞、肯德基、通利琴行、柏斯琴行、偉樂琴行、眼鏡88 Family Eyecare、奇華餅家、山崎麵包、Big C、大生銀行保管箱中心、GreenPrice、譚仔雲南米線、莎莎化妝品 | 永安百貨曾設於此，結業後曾分拆多家商舖分租，2016年最大租戶加州健身倒閉後，其他商舖也隨後結業，2017年起再度合併，為馬莎百貨分店，惟已於2022年3月結業。 商場啟用初期，地庫2樓曾設有一個大型溜冰場，於1996年大翻新時永久關閉。 加州紅卡拉OK的YO-Park分店曾設於地庫1樓，結業後原址包裝成以兒童為主題的商場，命名為KidZone。 新城電台於開台初期的總部設於此，於1996年遷往第6期 。 設有全港面積最大美國冒險樂園分店 。 設有首間大眾書局旗下Urban White分店，於2020年2月結業。 |                                                                       |
| 12   | 家居庭 Home World                        | 1990年10月（35年前） | Taste、豐澤電器、日本城、海馬店、百份百餐廳、意樂餐廳、順豐速遞、菜鳥 | 商場啟用初期名為「香港街」，並曾設有一個音樂噴泉，但已於1996年大翻新時永久關閉 。 現有的商場於1996年6月開業，名為「家居庭」，是仿傚北角和富中心之「和富家居庭」設計而成的商場 。 全港首間百佳超級廣場在1996年開設於此，最初全層為百佳。2005年首次翻新時縮細面積並分拆成眾多細舖並將該區域稱為「Home 100」。 百佳超級廣場在2017年8月再度縮細並翻新為Taste，同層豐澤電器隨後搬遷至百佳騰出空間。                                                                          |                                                                       |

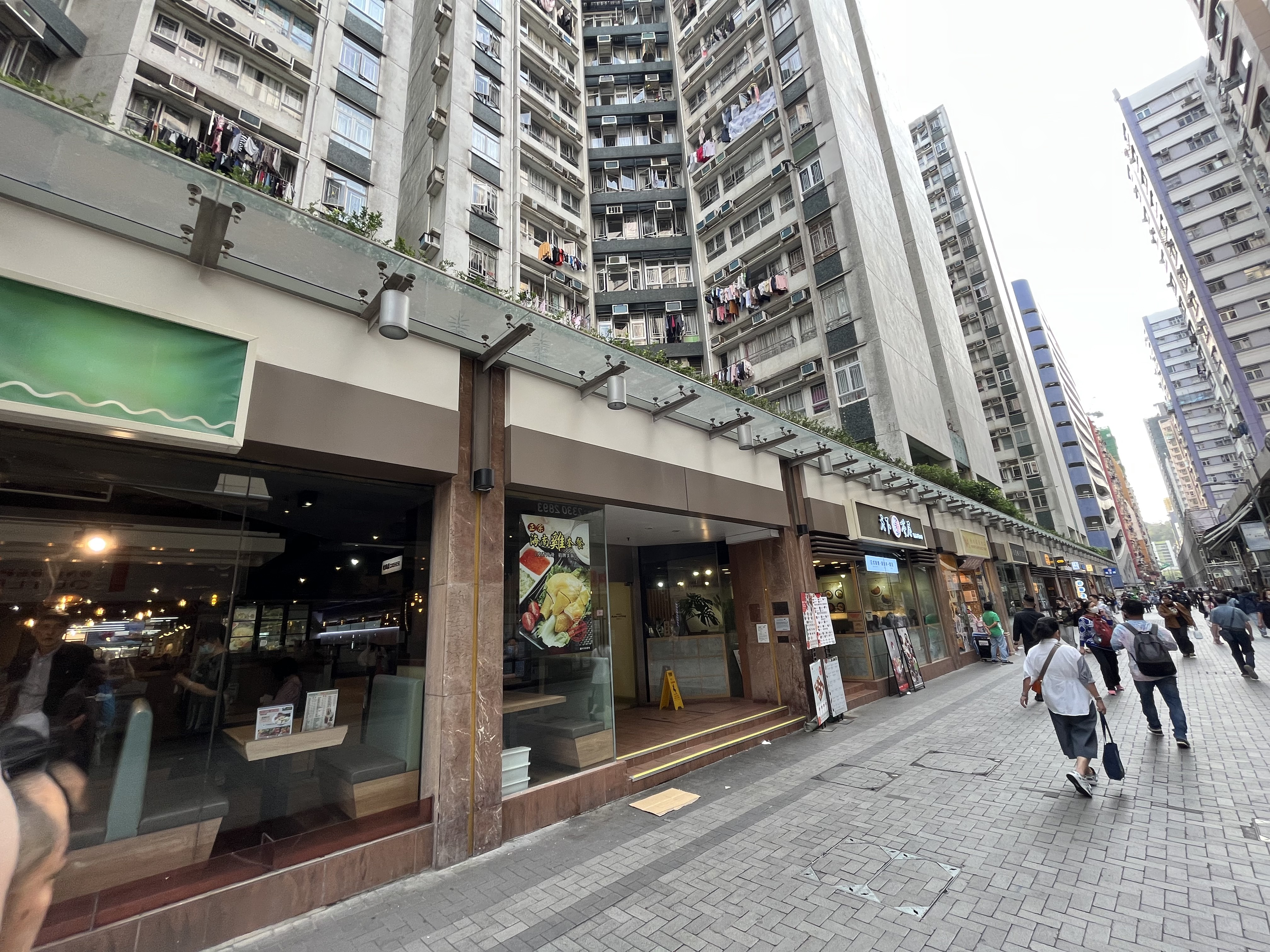
奇妙坊（2023年）
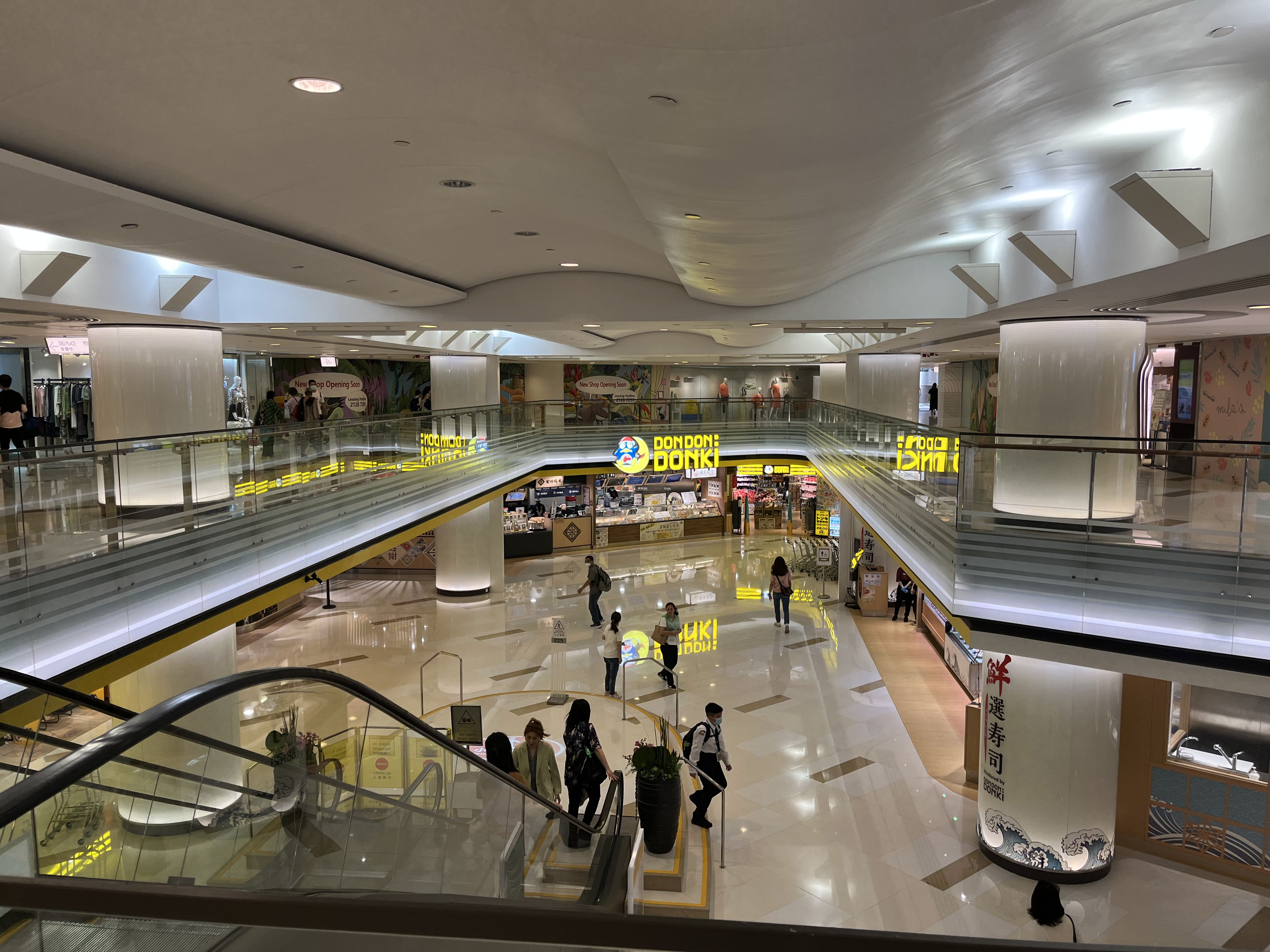
時尚坊（2023年）
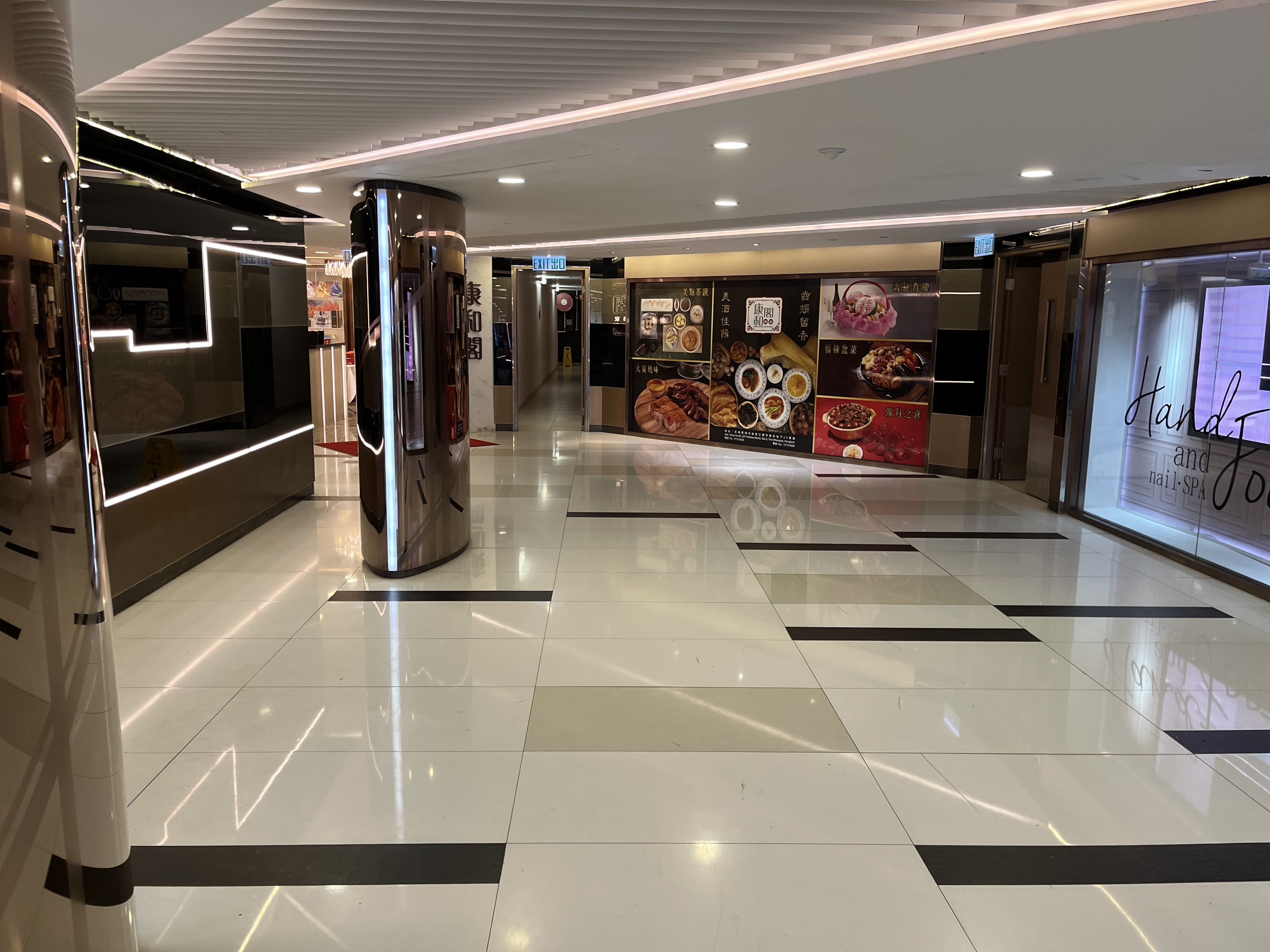
百寶坊（2023年）
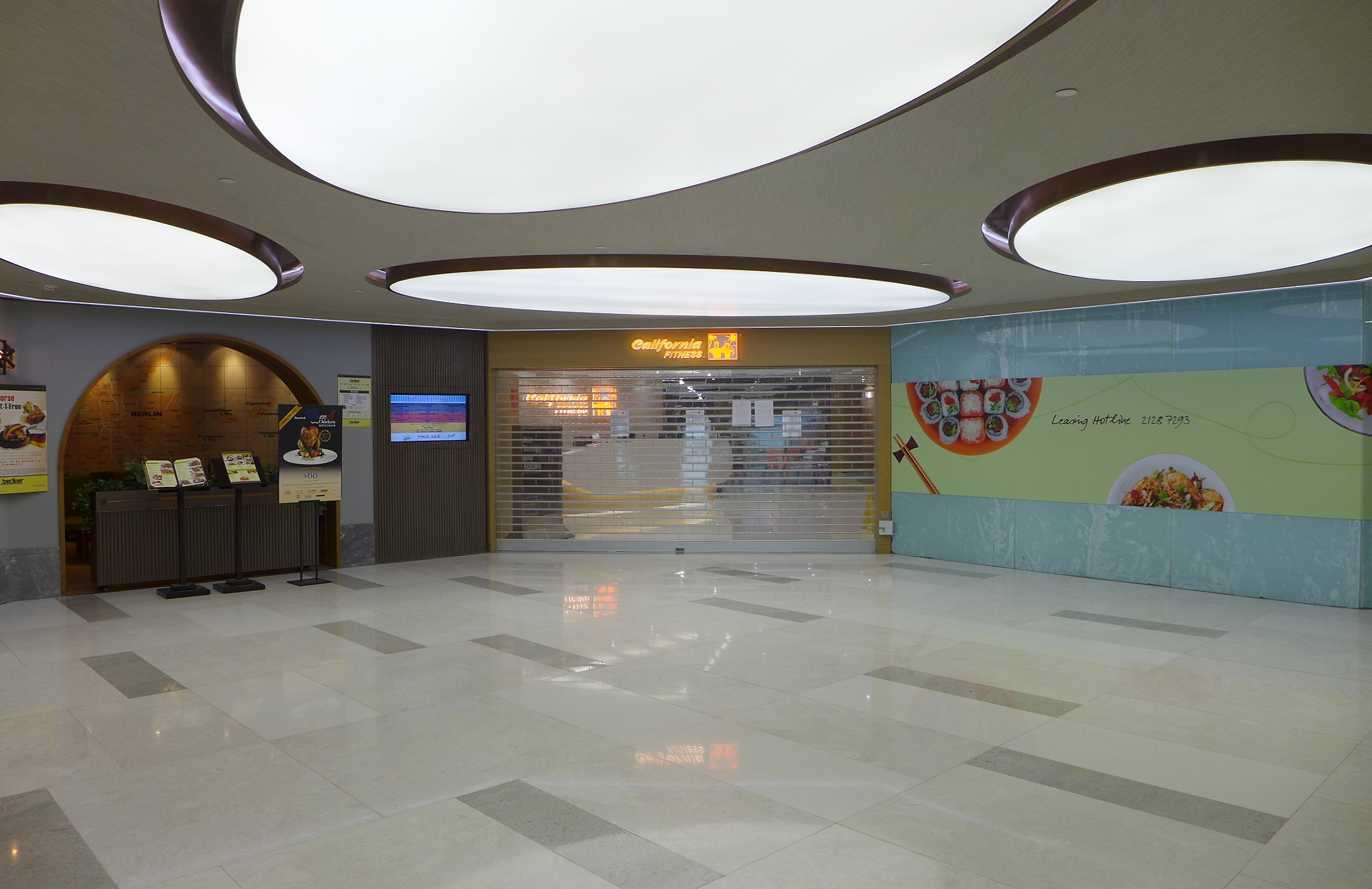
享膳坊（2016年）
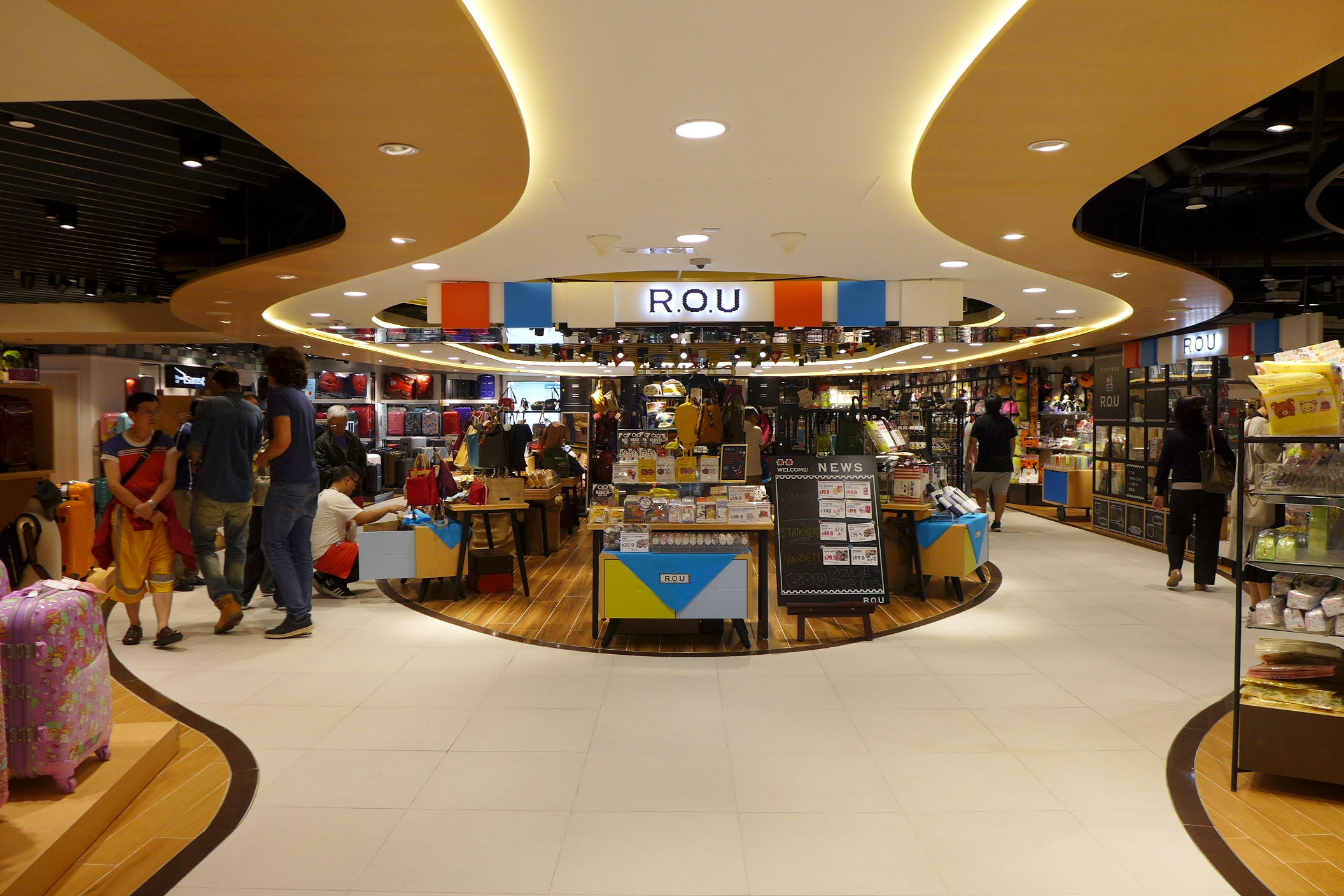
AEON Style 黃埔店 / 青樺苑商場（2016年）
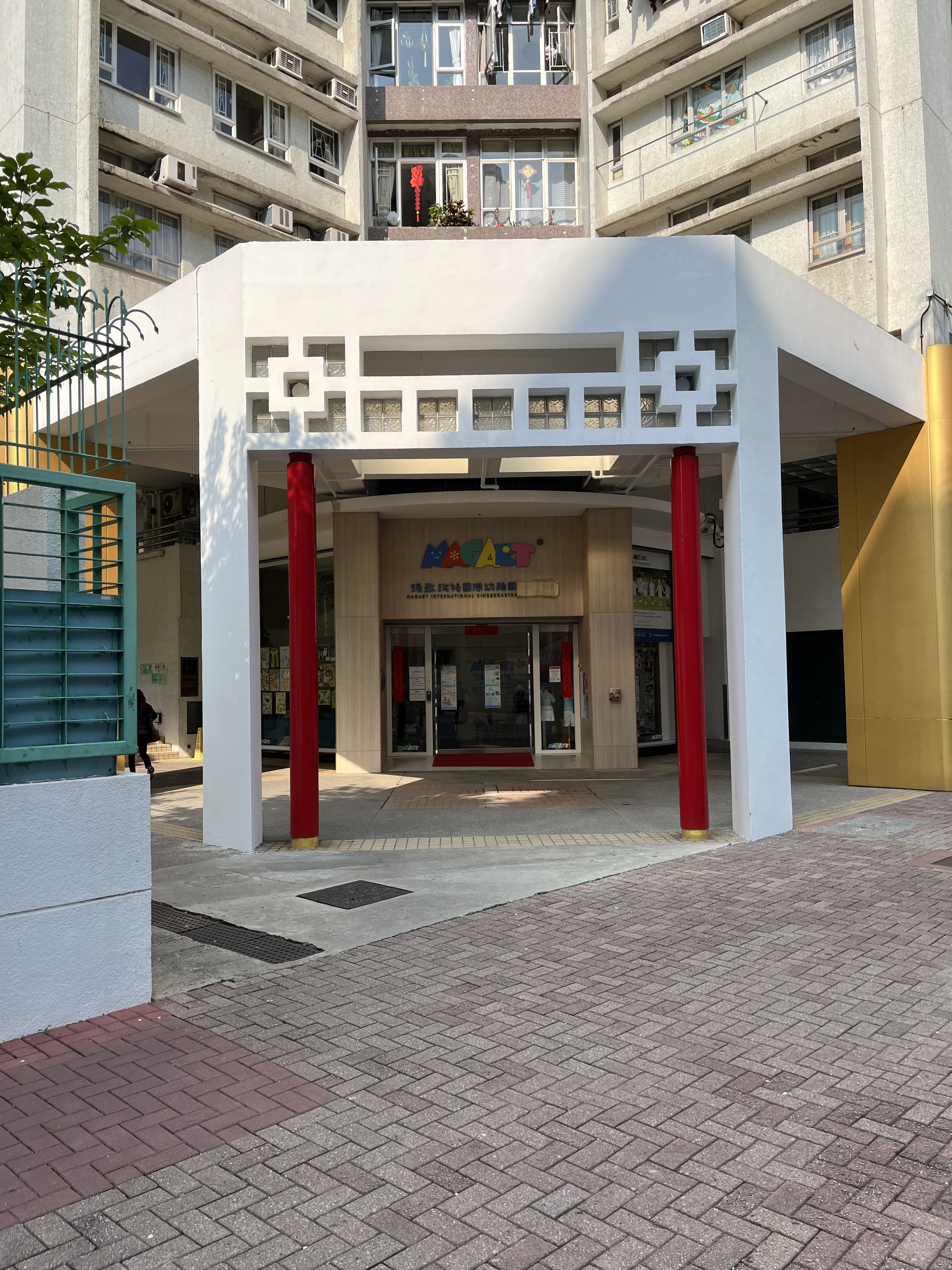
紅棉苑商場（2023年）
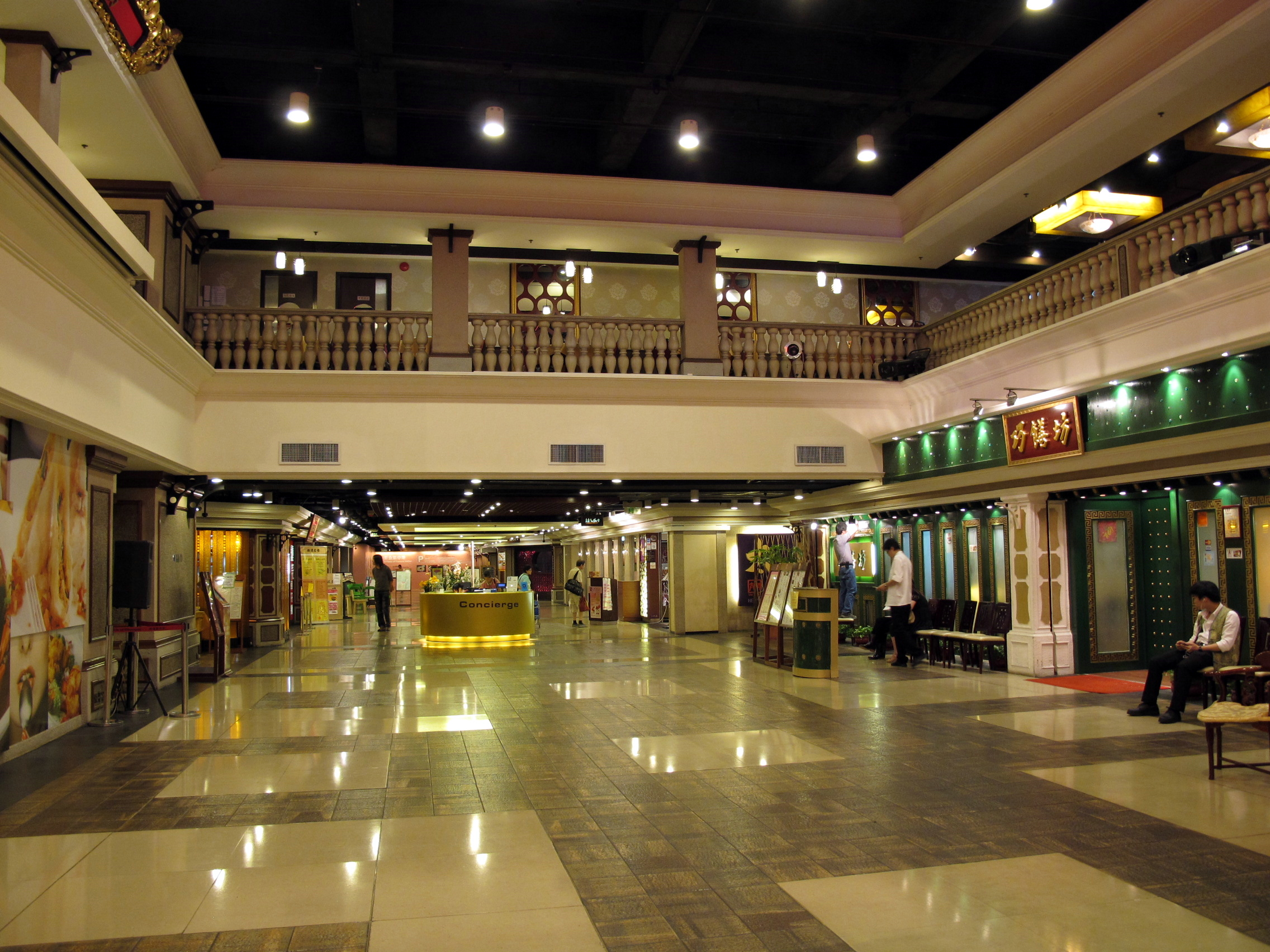
黃埔美食坊（2011年）

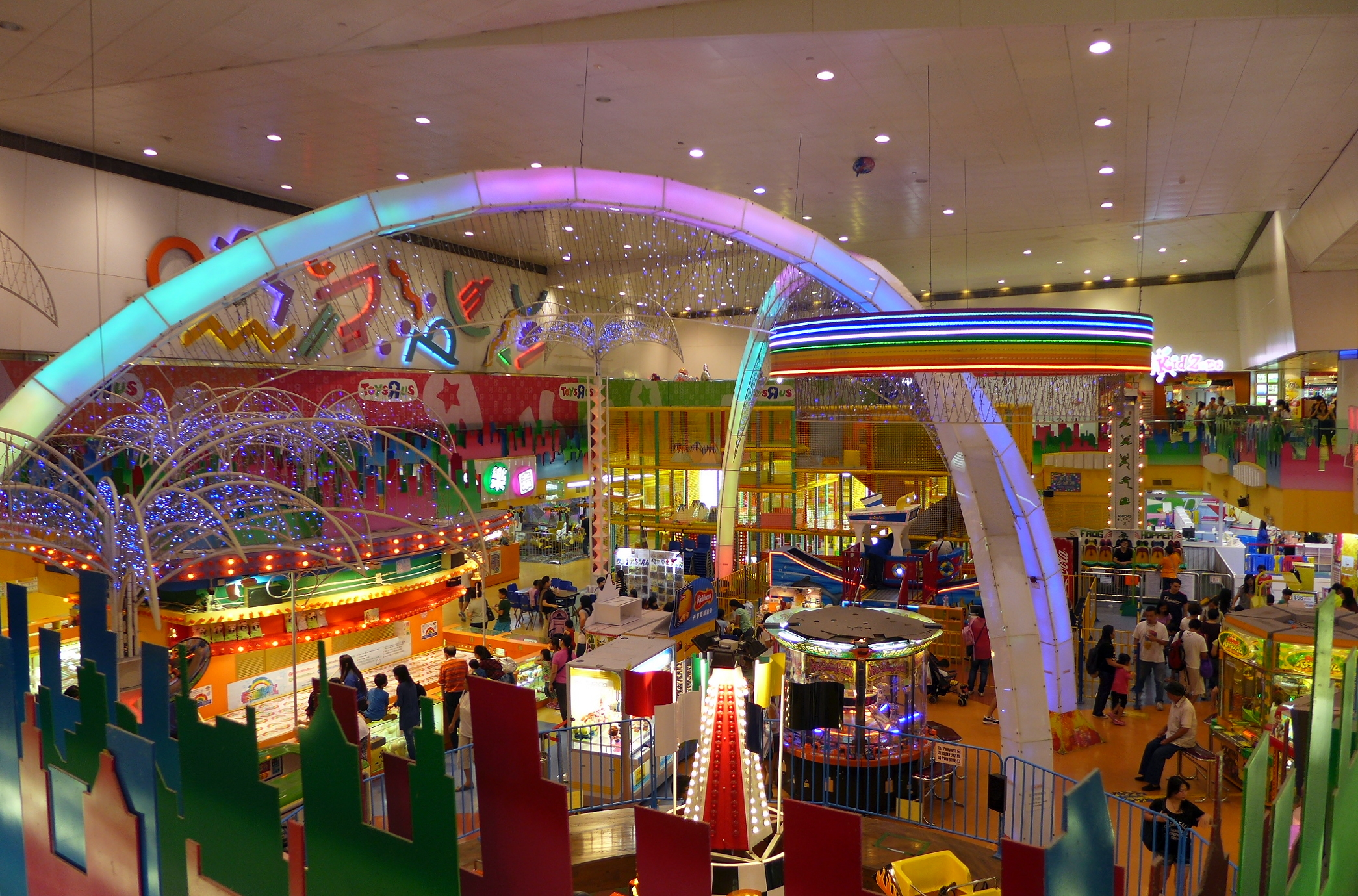
聚寶坊美國冒險樂園（2014年）
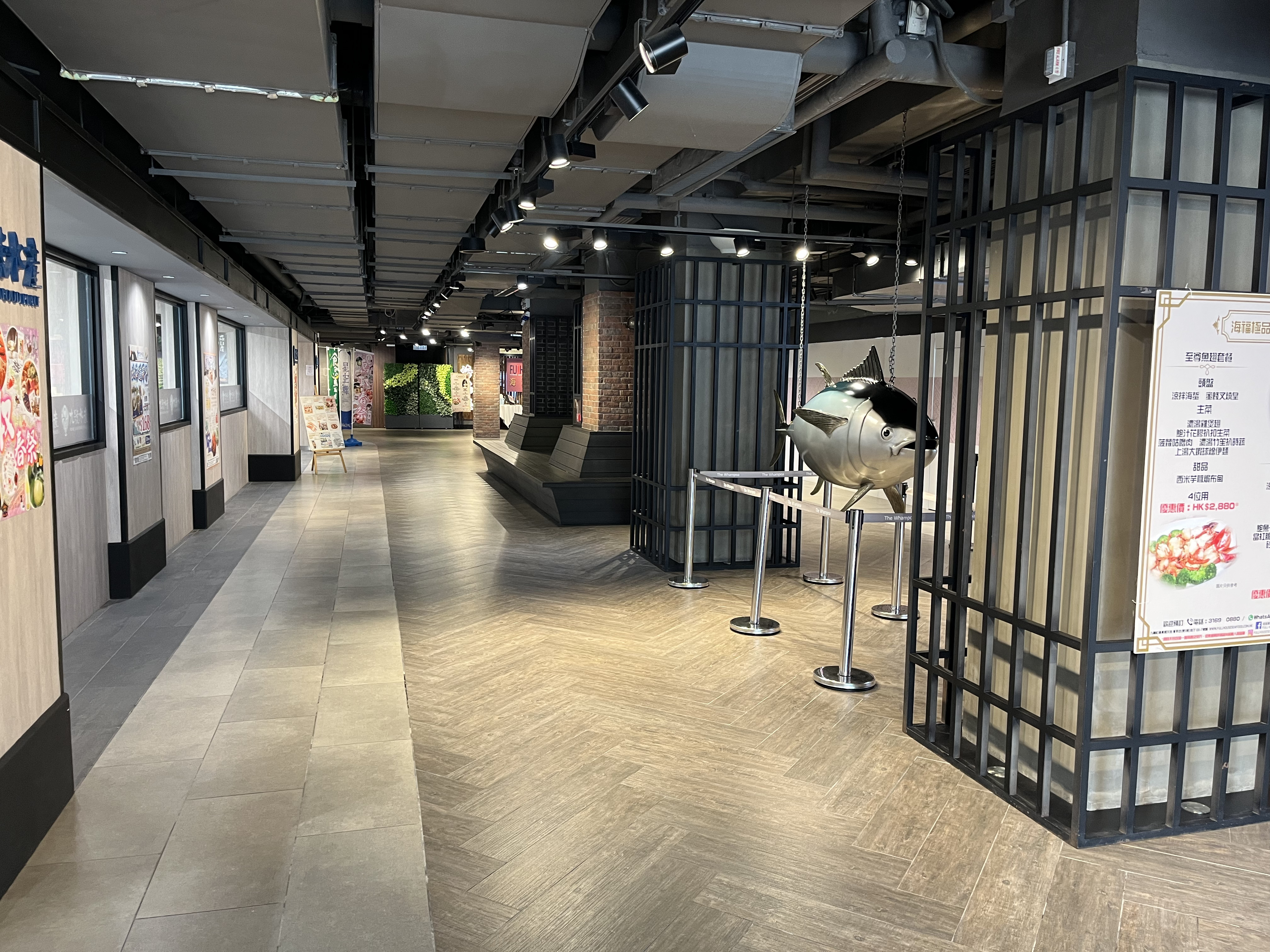
薈萃坊（2023年）
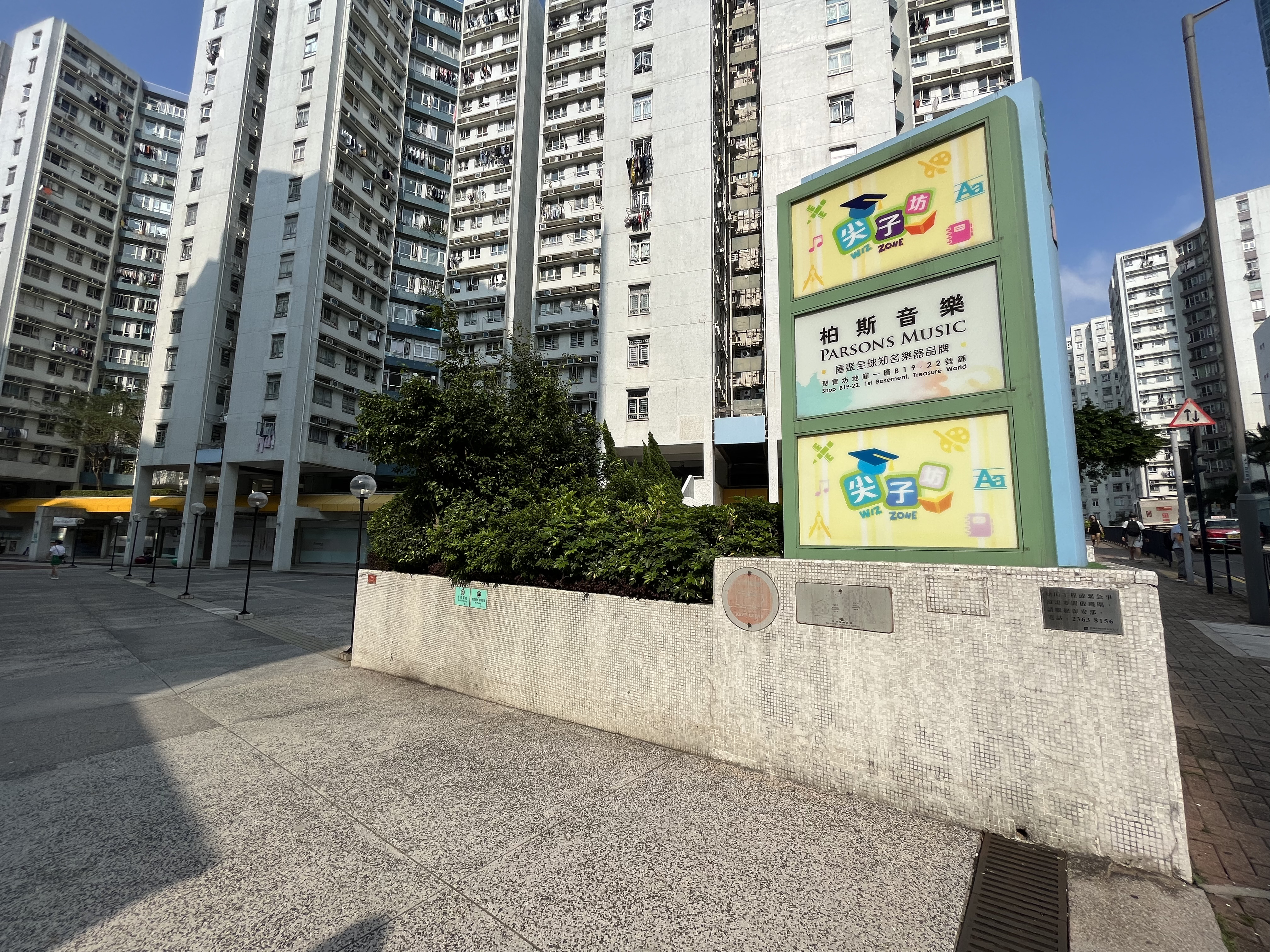
尖子坊（2023年）
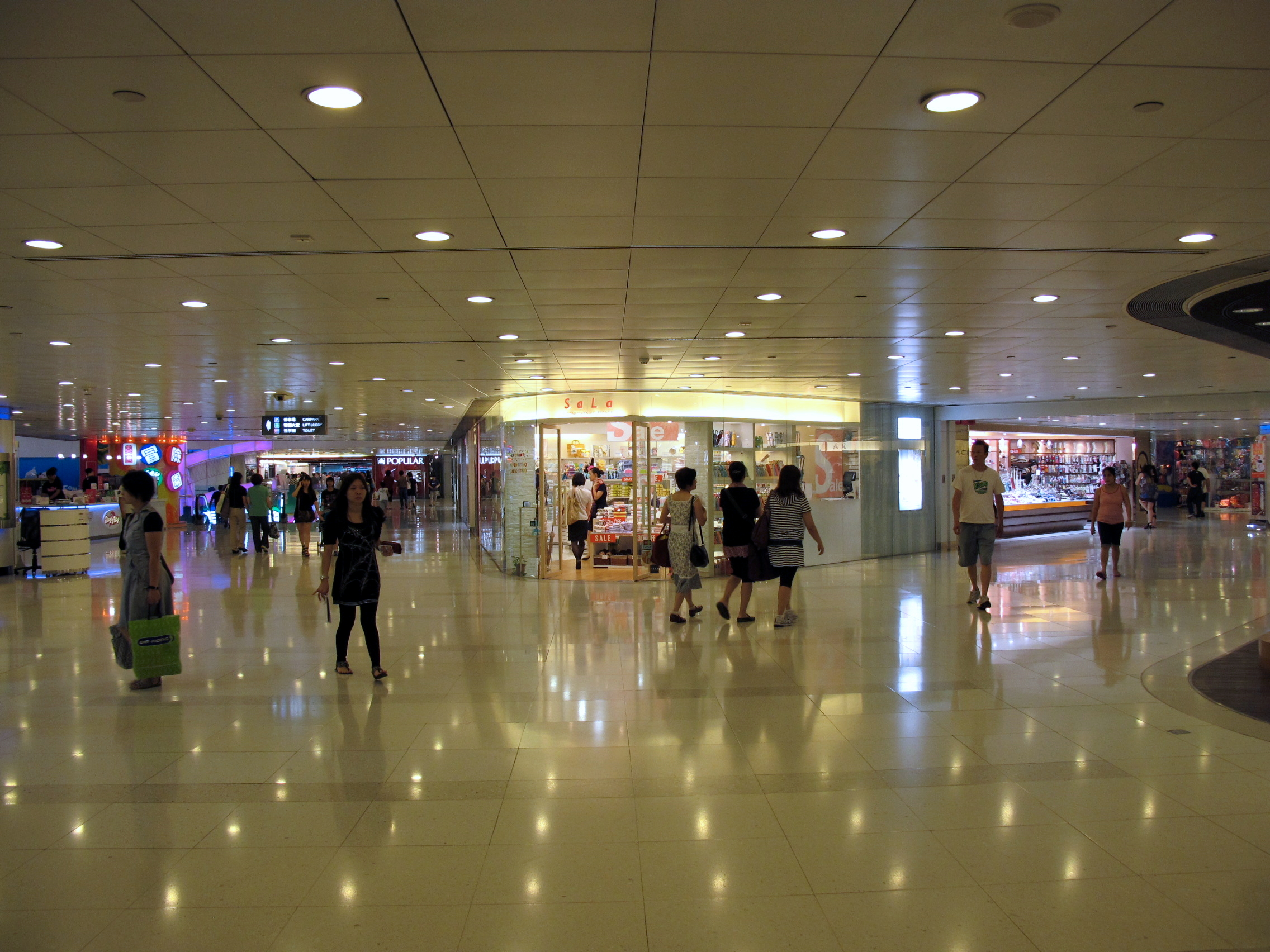
聚寶坊（2011年）
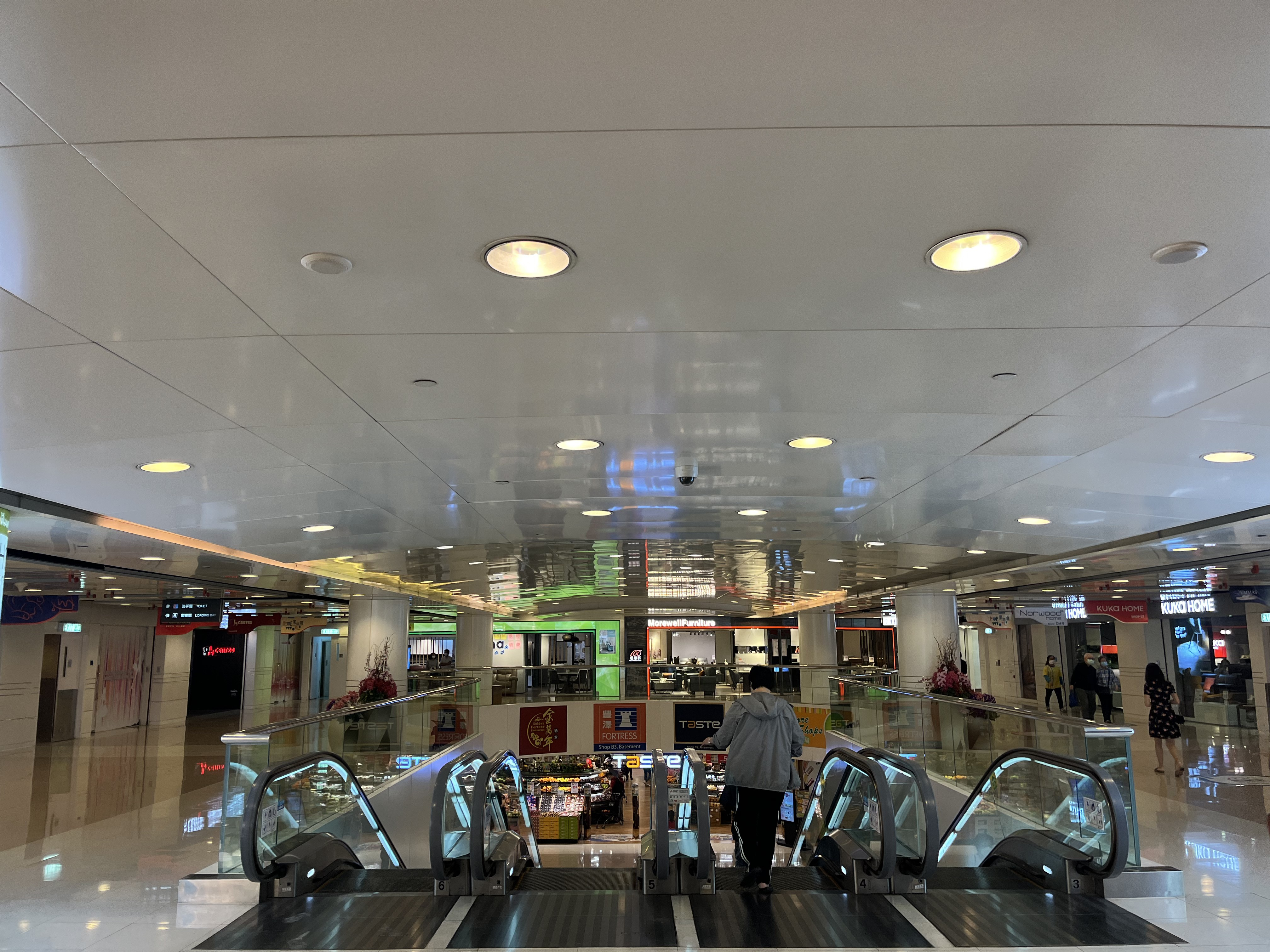
家居庭（2023年）
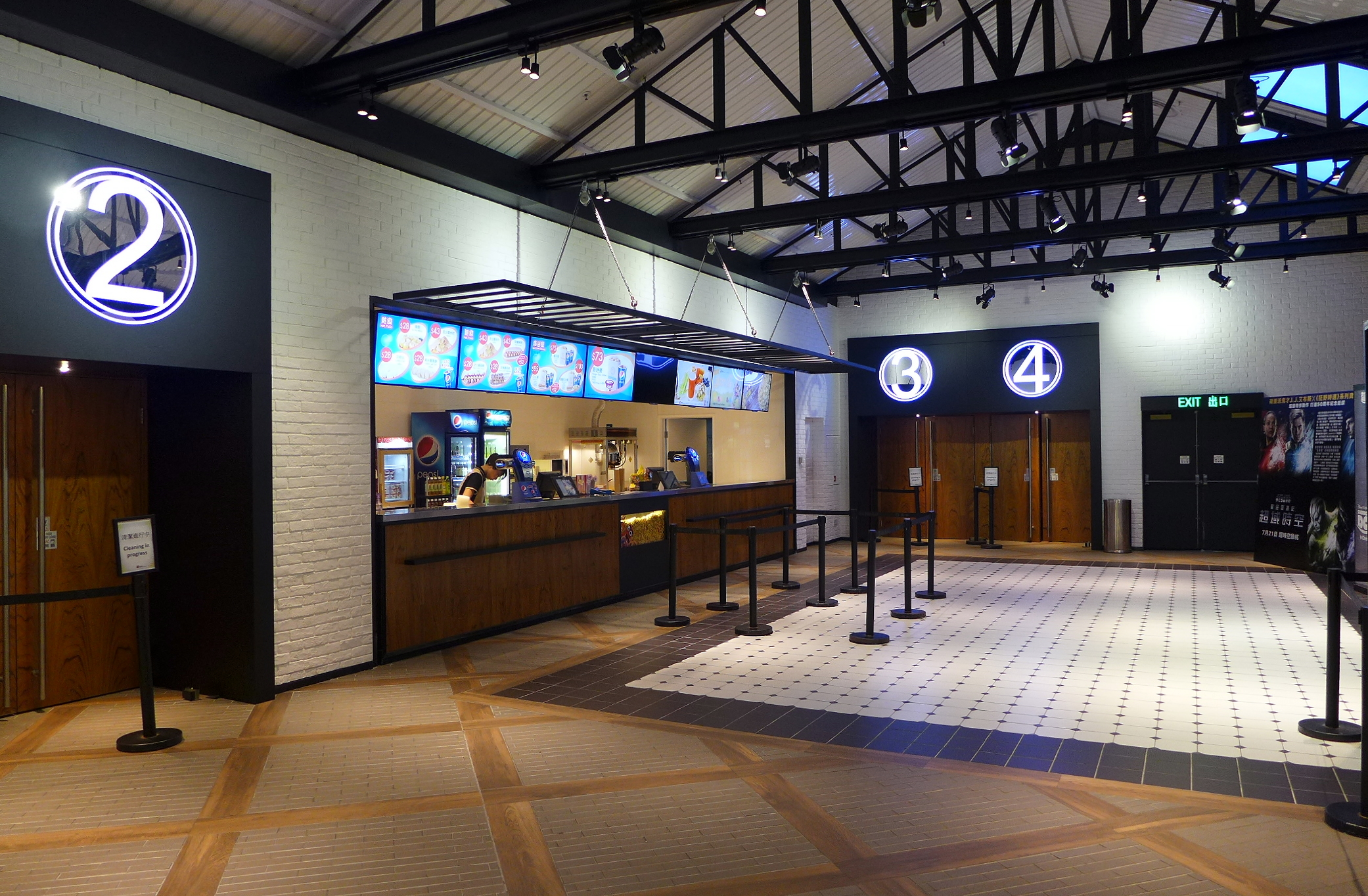
嘉禾黃埔（2016年）(已結業)

### 教育設施

#### 小學
- 聖公會奉基小學（1968年創校，1988年自慈民邨遷入）
- 聖公會奉基千禧小學（2001年創校，前身為聖公會奉基小學下午部）
- 黃埔宣道小學（1971年創校，1997年自石籬邨遷入）
- 葛量洪校友會黃埔學校（1997年創校）

## 區議會議席分布
| 年度/範圍                              | 2000-2003  | 2004-2007  | 2008-2011  | 2012-2015  | 2016-2019  | 2020-2023  | 2024-        |
| -------------------------------------- | ---------- | ---------- | ---------- | ---------- | ---------- | ---------- | ------------ |
| 金柏苑、錦桃苑、翠楊苑及紫荊苑         | 黃埔西選區 | 黃埔西選區 | 黃埔西選區 | 黃埔西選區 | 黃埔西選區 | 黃埔西選區 | 九龍城南選區 |
| 棕櫚苑                                 | 黃埔東選區 | 黃埔東選區 | 黃埔西選區 | 黃埔東選區 | 黃埔東選區 | 黃埔東選區 | 九龍城南選區 |
| 青樺苑、紅棉苑、百合苑、綠榕苑及銀竹苑 | 黃埔東選區 | 黃埔東選區 | 黃埔東選區 | 黃埔東選區 | 黃埔東選區 | 黃埔東選區 | 九龍城南選區 |

## 鄰近私人屋苑
- 黃埔新邨
- 海逸豪園
- 海名軒
- 海濱南岸
- 維港星岸
- 半島豪庭
- 紅磡灣中心

## 事件

### 石屎墜下3人受傷
2017年8月7日早上10時許，黃埔花園第9期百合苑第1座與第5座之間的行人通道天花石屎突然剝落，面積約4米乘8米，連同假天花及照明等組件塌下，事件共有3人受傷，幸無大礙。傷者未有報警。工程師估計石屎剝落的原因與鋼筋受水氣後生鏽膨脹，加上日久失修引致。事後業主批評管理公司管理不善，但由於和黃掌控屋苑否決權，不能成立法團，住戶表示只能啞忍。

### 反修例示威者破壞商場及襲擊親政府市民事件
2019年8月10日，反修例示威者在黃埔街道破壞，其中25歲男被告張漢東用雷射筆照向警員，及藏有煙霧餅、鋼珠、刀、橡筋發射器，被控襲警及藏有爆炸品被捕。
2019年12月1日下午5時15分，毋忘初心大遊行提早結束，部分示威者散至黃埔一帶，防暴警察到場驅散，期間有警員進入黃埔花園屋苑平台搜捕，最少1人被捕。一批市民不滿警方闖至民居，於德民街十字路口集結。
到晚上約7點50分，有示威者稱黃埔天地為「誠哥嘅，俾下面」，意指商場由李嘉誠集團所擁有，呼籲大家看在李嘉誠的份上不要破壞。然而，約8點15分起，大批黑衣蒙面示威者開始用磚頭、雪糕筒、巴士站牌等雜物堵路，並拆毀燈箱及交通燈，港鐵同時宣佈黃埔站關閉。其後，黃埔天地地面部分商戶遭到破壞，包括吉野家、優品360、美心MX、元氣壽司、中國移動香港及中原地產。這些店舖被塗鴉，消防灑水系統也遭破壞，貨品、玻璃碎散落一地。此外，到晚上11時20分，他們也對黃埔站的一個出入口縱火。大批防暴警察及速龍小隊趕到黃埔天地，並制服了一名戴口罩、身穿灰白色外套的男子。警方在驅散行動中曾發射催淚彈和胡椒球，行動中一名男子的右臉顴骨被射中受傷。黃埔西區議員鄺葆賢亦在場試圖調停。
到晚上約9點半，一批黑衣蒙面示威者於黃埔因口角包圍兩名男女，並「私了」該名男子。男子右眼位置瘀黑，而示威者張開雨傘遮擋傳媒拍攝案發現場。同行女子欲保護男子及制止示威者但不成功，其後另一名男子介入事件阻止示威者繼續毆打該名男子，護送該兩名男女離開現場進入一幢大廈。
警方表示有暴徒在黃埔破壞堵路，亦有暴徒於民泰街襲擊途經的市民，危害公共安全和秩序。警方被附近的暴徒投擲磚頭，嚴重威脅警務人員和其他在場市民的人身安全，因此在別無選擇的情況下，使用最低所需武力進行驅散，包括使用催淚煙。

### 青樺苑5座倫常命案
2021年4月1日，一名49歲男子在妻子熟睡中割妻頸，斬傷18歲長子及15歲幼子後自刎，兩夫婦昏迷被送往伊利沙伯醫院，搶救後證實死亡。

### 單位漏水案
2022年2月23日，一名居於黃埔花園的女住戶，因樓上業主、骨科醫生潘德鄰的單位漏水問題惡化，導致其住所一半範圍停電，以及天花剝落。她指潘拒絕職員進入其住所檢查，又指控潘所聘用的無牌工人維修時損壞鹹水管，導致其單位如「瀑布」般漏水，而滲漏液體包含鹹水及尿液痕跡，更使大廈一度暫停鹹水供應。女住戶在2023年8月4日入稟區域法院，向潘追討賠償，當中未有列明金額。翻查資料，潘德鄰為骨科醫生，於2017年林鄭月娥競選特首時，擔任其競選辦副主任。

## 外部連結
- 商場官方網站 （页面存档备份，存于）